# タナー・ファウスト
タナー・ファウスト（英語: Tanner Foust, 1973年6月13日 - ）は、アメリカ合衆国出身のプロフェッショナルラリークロス・ドライバー、プロフェッショナルフォーミュラ・ドリフトドライバー、スタント・カー・ドライバー。 カリフォルニア州オレンジ郡ニューポートビーチ在住。
2010年から番組が終わる2016年まで、アメリカのヒストリーチャンネルにて放送された『トップ・ギア USA』の共同司会者を務めた。

## 来歴
父 グレン・ファウスト (Glenn Foust) と母 ジェーン・ファウスト (Jane Foust) のもとに生まれる。父は医師である。
両親は、ファウストが3歳の頃に離婚する。その後母親はアメリカ海軍に所属する軍人と再婚する。継父の勤務の関係で、9歳の頃にカリフォルニア州モントレーからイギリススコットランドに引っ越し、スコットランドで4年間育つ。13歳の時にアメリカに帰国し、カリフォルニア州ナパに住む。
大学はコロラド大学に入学し、分子生物学を学んだ。
1995年にレーシング・カー・ドライバーとしてのキャリアをスタートさせ2003年にプロへと転向するとともにコロラド州からカリフォルニア州へ引っ越す。
これまでにラリー、アイスレーシング、タイムアタック・レーシング、バハ1000などに参戦したことがある。
世界ラリークロス選手権の2014 World RX of Finlandにて優勝。また、FIA ヨーロッパ・ラリークロス選手権では6回優勝した経験を持つ。フォーミュラ・ドリフトでは、2度の年間タイトルを獲得。さらにアクションスポーツ界最大のイベントXゲームの自動車レース競技部門では金メダルを4個、銀メダルを3個、銅メダルを2個の合計9個のメダルを獲得した。
2011年5月29日（現地時間）に、インディアナポリス・モーター・スピードウェイで開催された 『Fearless at the 500』にて、謎のイエロードライバー (Yellow Driver) として特別仕様のマシンに乗り、地上約30メートルのジャンプ台（10階建て相当）から、約100メートル(332 feet)の大ジャンプを成功させ、4輪車によるジャンプ世界記録を塗り替えた。
2014年からアンドレッティ・オートスポーツ(Andretti Autosport)のラリークロス部門に所属。フォルクスワーゲン・ポロとフォルクスワーゲン・ビートルを運転。2018年まではチームメイトにスコット・スピードがいた。
2020年4月2日、「フォルクスワーゲンR」の公式Instagram にて、ファウストが同ブランドのアンバサダーに就任することが発表された。4月9日には、「フォルクスワーゲンR」の新型車の調整や承認プロセスに関わっていることなどをフォルクスワーゲンは明らか にした。

## 私生活
私生活では、娘を一人授かっている。
2014年から2019年5月まで、14歳年下のスポーツリポーターで、スポーツのテレビ番組の司会者を務めるケイティ・オズボーン (Katie Osborne) と交際していた。